# Municipio de Reno (condado de Reno)
El municipio de Reno (en inglés: Reno Township) es un municipio ubicado en el condado de Reno en el estado estadounidense de Kansas. En el año 2010 tenía una población de 4362 habitantes y una densidad poblacional de 47,14 personas por km².

## Geografía
El municipio de Reno se encuentra ubicado en las coordenadas 38°3′13″N 97°58′38″O / 38.05361, -97.97722. Según la Oficina del Censo de los Estados Unidos, el municipio tiene una superficie total de 92.53 km², de la cual 91.02 km² corresponden a tierra firme y (1.63%) 1.5 km² es agua.

## Demografía
Según el censo de 2010, había 4362 personas residiendo en el municipio de Reno. La densidad de población era de 47,14 hab./km². De los 4362 habitantes, el municipio de Reno estaba compuesto por el 93.58% blancos, el 1.22% eran afroamericanos, el 0.89% eran amerindios, el 0.46% eran asiáticos, el 0.05% eran isleños del Pacífico, el 1.51% eran de otras razas y el 2.29% pertenecían a dos o más razas. Del total de la población el 5.3% eran hispanos o latinos de cualquier raza.